# Incarnationis mysterium
Incarnationis mysterium è una bolla pontificia di papa Giovanni Paolo II a indizione del Giubileo Universale dell'Anno Santo 2000 e edita il 29 novembre 1998 ed è l’ultima bolla pontificia del XX secolo.